# 米独平和条約
米独平和条約（べいどくへいわじょうやく、英語: U.S.–German Peace Treaty）は第一次世界大戦後の1921年8月25日に締結された、アメリカ合衆国とヴァイマル共和政の間の講和条約。
条約が締結された理由はアメリカ合衆国上院がヴェルサイユで締結された多国間条約の批准に同意しなかったことであり、その結果アメリカはヴェルサイユ条約とは別にドイツとの講和条約を締結した。批准公文は1921年11月11日にベルリンで交換され、条約は同日に発効した。1922年8月12日、条約は国際連盟の条約集に登録された。

## 背景
第一次世界大戦ではドイツ帝国がアメリカ合衆国を含む連合国に敗れた。アメリカ政府は1917年4月6日にドイツに宣戦布告していた。大戦末期の1918年11月、ドイツの君主制は革命により転覆され、ヴァイマル共和国が成立した。
1919年、勝利した連合国はパリで平和会議を開き、中央同盟国との平和条約を起草した。会議ではドイツ政府との平和条約が成立した。アメリカ政府も条約に署名したが、アメリカ合衆国上院はアメリカの国際連盟への参加に抗議して、条約の批准を拒否した。
その結果、アメリカとドイツは国際連盟と関連せずに二国間平和条約を締結するための交渉を開始した。1921年7月2日、アメリカ大統領ウォレン・ハーディングは合衆国議会が採決したノックス＝ポーター決議に署名、アメリカとドイツ、オーストリア、ハンガリーの戦争状態を終わらせ、平和条約締結の交渉を加速させた。1か月後の8月25日に正式名称を「友好関係を回復する合衆国とドイツの間の条約」（Treaty between the United States and Germany Restoring Friendly Relations）とする条約がベルリンで署名され、10月18日にアメリカ上院が批准に同意し、ハーディング大統領は10月21日に条約を批准した。ドイツでは11月2日に条約が批准され、批准公文は11月11日にベルリンで交換された。

## 内容
- 第1条：ドイツ政府はパリで締結された講和条約を批准した連合国諸国が有する権利と特権をアメリカ政府にも与える。
- 第2条：ヴェルサイユ条約のうち、アメリカに適用する条約を指定する。
- 第3条：両国はベルリンで批准公文を交換する[1]。

## その後
条約は国際連盟の監督外で米独協力を行う土台を築いた。その結果、アメリカ政府はヴェルサイユ条約でヴァイマル共和国政府に課された賠償の軽減に部分的に協力することとなった。平和条約の締結後、両国は外交関係を再開し、1921年12月10日にはアメリカの駐ベルリン大使エリス・ローリング・ドレーセルが着任した。
1922年8月10日にはベルリンで付属条約が締結された。付属条約では米独両国が委員会を設立して、その委員会がドイツ政府からアメリカへ支払われる賠償金の金額を決定することが定められた。